# Gran Premio de Alemania de Motociclismo de 1987
El Gran Premio de Alemania de Motociclismo de 1987 fue la tercera prueba de la temporada 1987 del Campeonato Mundial de Motociclismo. El Gran Premio se disputó el 17 de mayo de 1987 en el Circuito de Hockenheim.

## Resultados 500cc
Primes éxito de la temporada del Mundial del estadounidense Eddie Lawson, que llegó por delante de su compatriota Randy Mamola y del británico Ron Haslam. El vigente campeón, el australiano Wayne Gardner llegó en décimo lugar lo que supone un vuelco en la clasificación general. Ahora lidera el Mundial Mamola con 4 puntos sobre Gardner y 5 sobre Lawson.
| Pos.     | Piloto                | Equipo    | Tiempo   | Pts. |
| -------- | --------------------- | --------- | -------- | ---- |
| 1        | Eddie Lawson          | Yamaha    | 40.21.64 | 15   |
| 2        | Randy Mamola          | Yamaha    | 40.34.99 | 12   |
| 3        | Ron Haslam            | Elf-Honda | 40.35.54 | 10   |
| 4        | Tadahiko Taira        | Yamaha    | 40.42.23 | 8    |
| 5        | Robert McElnea        | Yamaha    | 40.50.78 | 6    |
| 6        | Pierfrancesco Chili   | Honda     | 41.07.43 | 5    |
| 7        | Niall Mackenzie       | Honda     | 41.07.73 | 4    |
| 8        | Roger Burnett         | Honda     | 41.16.40 | 3    |
| 9        | Gustav Reiner         | Honda     | 41.16.86 | 2    |
| 10       | Wayne Gardner         | Honda     | 41.37.86 | 1    |
| 11       | Bruno Kneubühler      | Honda     | 41.43.92 |      |
| 12       | Didier de Radiguès    | Cagiva    | 41.44.90 |      |
| 13       | Richard Scott         | Honda     | 41.57.61 |      |
| 14       | Fabio Biliotti        | Honda     | 41.58.00 |      |
| 15       | Donnie McLeod         | Suzuki    | 42.06.52 |      |
| 16       | Fabio Barchitta       | Honda     | 1 Vuelta |      |
| 17       | Ari Rämö              | Honda     | 1 Vuelta |      |
| 18       | Marco Papa            | Honda     | 1 Vuelta |      |
| 19       | Daniel Amatriaín      | Honda     | 1 Vuelta |      |
| 20       | Simon Buckmaster      | Honda     | 1 Vuelta |      |
| 21       | Gerold Fisher         | Honda     | 1 Vuelta |      |
| 22       | Maarten Duyzers       | Honda     | 1 Vuelta |      |
| 23       | Steve Manley          | Suzuki    | 1 Vuelta |      |
| 24       | Georg Jung            | Honda     | 1 Vuelta |      |
| 25       | Helmut Schütz         | Yamaha    | 1 Vuelta |      |
| Ret      | Manfred Fischer       | Honda     | Ret      |      |
| Ret      | Marco Gentile         | Fior      | Ret      |      |
| Ret      | Silvo Habat           | Honda     | Ret      |      |
| Ret      | Kenny Irons           | Suzuki    | Ret      |      |
| Ret      | Esko Kuparinen        | Honda     | Ret      |      |
| Ret      | Thierry Rapicault     | Fior      | Ret      |      |
| Ret      | Raymond Roche         | Cagiva    | Ret      |      |
| Ret      | Michael Rudroff       | Honda     | Ret      |      |
| Ret      | Christian Sarron      | Yamaha    | Ret      |      |
| Ret      | Shungi Yatsushiro     | Honda     | Ret      |      |
| DNS      | Mike Baldwin          | Honda     | DNS      |      |
| DNS      | Alessandro Valesi     | Honda     | DNS      |      |
| DNS      | Karl Truchsess        | Honda     | DNS      |      |
| DNQ      | Josef Doppler         | Honda     | DNQ      |      |
| DNQ      | Peter Schleef         | Yamaha    | DNQ      |      |
| DNQ      | Louis-Luc Maisto      | Honda     | DNQ      |      |
| DNQ      | Wolfgang von Muralt   | Suzuki    | DNQ      |      |
| DNQ      | Rolf Aljes            | Suzuki    | DNQ      |      |
| DNQ      | Hans Klingebiel       | Suzuki    | DNQ      |      |
| DNQ      | Christopher Bürki     | Honda     | DNQ      |      |
| DNQ      | Gerhard Vogt          | Suzuki    | DNQ      |      |
| DNQ      | Hennie Boerman        | Honda     | DNQ      |      |
| DNQ      | Pavol Dekanek         | Suzuki    | DNQ      |      |
| DNQ      | Tony Carey            | Suzuki    | DNQ      |      |
| DNQ      | Andreas Leuthe        | Honda     | DNQ      |      |
| DNQ      | Larry Moreno Vacondio | Suzuki    | DNQ      |      |
| DNQ      | Bohumil Stasa         | Honda     | DNQ      |      |
| Sources: |                       |           |          |      |

## Resultados 250cc
Vuelta al triunfo del alemán Anton Mang que sube a los más alto del podio, la primera del año, por delante del suizo Jacques Cornu y el también alemán Reinhold Roth. En la clasificación general, Roth sigue en cabeza por delante de su compatriota Martin Wimmer.
| Pos. | Piloto                 | Moto      | Tiempo   | Pts. |
| ---- | ---------------------- | --------- | -------- | ---- |
| 1    | Anton Mang             | Honda     | 36.05.60 | 15   |
| 2    | Jacques Cornu          | Honda     | 36.14.09 | 12   |
| 3    | Reinhold Roth          | Honda     | 36.14.74 | 10   |
| 4    | Carlos Cardús          | Honda     | 36.14.87 | 8    |
| 5    | Luca Cadalora          | Yamaha    | 36.15.21 | 6    |
| 6    | Carlos Lavado          | Yamaha    | 36.15.35 | 5    |
| 7    | Sito Pons              | Honda     | 36.15.91 | 4    |
| 8    | Juan Garriga           | Yamaha    | 36.30.25 | 3    |
| 9    | Patrick Igoa           | Yamaha    | 36.55.63 | 2    |
| 10   | Maurizio Vitali        | Garelli   | 37.11.16 | 1    |
| 11   | Hans Lindner           | Honda     | 37.12.39 |      |
| 12   | Stéphane Mertens       | Honda     | 37.12.91 |      |
| 13   | Andreas Preining       | Rotax     | 37.13.35 |      |
| 14   | Helmut Bradl           | Honda     | 37.13.69 |      |
| 15   | Jean-François Baldé    | Honda     | 37.24.94 |      |
| 16   | Englebert Neumair      | Rotax     | 37.26.27 |      |
| 17   | Konrad Hefele          | Honda     | 37.28.91 |      |
| 18   | Jean Foray             | Yamaha    | 37.29.43 |      |
| 19   | René Delaby            | Yamaha    | 27.29.72 |      |
| 20   | Bruno Bonhuil          | Honda     | 37.33.92 |      |
| 21   | Josef Hutter           | Honda     | 37.34.78 |      |
| 22   | Jean-Michel Mattioli   | Yamaha    | 37.38.33 |      |
| 23   | Harald Eckl            | Honda     | 37.39.09 |      |
| 24   | Jean-Philippe Ruggia   | Yamaha    | 37.47.99 |      |
| 25   | Alberto Rota           | Honda     | 37.48.24 |      |
| Ret  | Guy Bertin             | Honda     | Ret      |      |
| Ret  | Javier Cardelús        | Honda     | Ret      |      |
| Ret  | Garry Cowan            | Honda     | Ret      |      |
| Ret  | Ezio Gianola           | Honda     | Ret      |      |
| Ret  | Jean-Louis Guignabodet | Honda     | Ret      |      |
| Ret  | Hermann Holder         | Rotax     | Ret      |      |
| Ret  | Stefan Klabacher       | Rotax     | Ret      |      |
| Ret  | Donnie McLeod          | Honda     | Ret      |      |
| Ret  | Loris Reggiani         | Aprilia   | Ret      |      |
| Ret  | Dominique Sarron       | Honda     | Ret      |      |
| Ret  | Jochen Schmid          | Yamaha    | Ret      |      |
| DNS  | Martin Wimmer          | Yamaha    | DNS      |      |
| DNS  | Manfred Herweh         | Honda     | DNS      |      |
| DNQ  | Bernard Haenggeli      | Yamaha    | DNQ      |      |
| DNQ  | Alain Bronec           | Honda     | DNQ      |      |
| DNQ  | Rainer Gerwin          | Bakker    | DNQ      |      |
| DNQ  | Herbert Besendörfer    | Honda     | DNQ      |      |
| DNQ  | Urs Lüzi               | Honda     | DNQ      |      |
| DNQ  | Stefano Caracchi       | Honda     | DNQ      |      |
| DNQ  | Frank Wagner           | Honda     | DNQ      |      |
| DNQ  | Massimo Matteoni       | Honda     | DNQ      |      |
| DNQ  | Nigel Bosworth         | Yamaha    | DNQ      |      |
| DNQ  | Herbert Hauf           | Honda     | DNQ      |      |
| DNQ  | Reinhard Strack        | Honda     | DNQ      |      |
| DNQ  | Nedy Crotta            | Armstrong | DNQ      |      |
| DNQ  | Hervé Duffard          | Honda     | DNQ      |      |
| DNQ  | Fausto Ricci           | Honda     | DNQ      |      |
| DNQ  | Kevin Mitchell         | Yamaha    | DNQ      |      |
| DNQ  | Siegfried Minich       | Honda     | DNQ      |      |
| DNQ  | Iván Palazzese         | Yamaha    | DNQ      |      |
| DNQ  | Rüdi Gächter           | Honda     | DNQ      |      |
| DNQ  | Roland Busch           | Honda     | DNQ      |      |
| DNQ  | Robin Appleyard        | Honda     | DNQ      |      |
| DNQ  | Tony Rogers            | Yamaha    | DNQ      |      |

## Resultados 125cc
El italiano Fausto Gresini sigue si ceder en 125, con dos victorias en dos Grandes Premios. El italiano fue el dominador de la carrera de principio a fin. El austríaco August Auinger y el también italiano Bruno Casanova completaron el podio.
| Pos. | Piloto                 | Moto      | Tiempo    | Pts. |
| ---- | ---------------------- | --------- | --------- | ---- |
| 1    | Fausto Gresini         | Garelli   | 33.40.31  | 15   |
| 2    | August Auinger         | MBA       | 33.44.21  | 12   |
| 3    | Bruno Casavona         | Garelli   | 33.45.32  | 10   |
| 4    | Pier Paolo Bianchi     | MBA       | 33.58.49  | 8    |
| 5    | Domenico Brigaglia     | Moto AGV  | 34.13.10  | 6    |
| 6    | Andrés Sánchez         | Ducados   | 34.15.73  | 5    |
| 7    | Thierry Feuz           | MBA       | 34.39.24  | 4    |
| 8    | Jussi Hautaniemi       | MBA       | 34.40.18  | 3    |
| 9    | Adi Stadler            | MBA       | 34.43.98  | 2    |
| 10   | Lucio Pietroniro       | MBA       | 34.44.31  | 1    |
| 11   | Mike Leitner           | MBA       | 34.44.44  |      |
| 12   | Willy Pérez            | Zanella   | 34.51.70  |      |
| 13   | Johnny Wickström       | Tunturi   | 34.52.32  |      |
| 14   | Paul Bordes            | MBA       | 34.53.19  |      |
| 15   | Olivier Liégeois       | Assmex    | 34.53.52  |      |
| 16   | Iván Troisi            | MBA       | 35.10.94  |      |
| 17   | Norbert Peschke        | Seel      | 35.16.68  |      |
| 18   | Peter Sommer           | MBA       | 35.23.92  |      |
| 19   | Håkan Olsson           | Starol    | 35.35.60  |      |
| 20   | Ton Spek               | MBA       | 35.35.61  |      |
| 21   | Robin Milton           | MBA       | 35.35.90  |      |
| 22   | Robert Zwidl           | MBA       | 36.01.49  |      |
| 23   | Fernando González      | JJ Cobas  | 36.02.87  |      |
| 24   | Thomas Møller-Pedersen | MBA       | 1 Vuelta  |      |
| 25   | Robin Appleyard        | MBA       | 1 Vuelta  |      |
| 26   | Ezio Gianola           | Honda     | 2 Vueltas |      |
| Ret  | Hubert Abold           | Honda     | Ret       |      |
| Ret  | Christian Le Badezet   | MBA       | Ret       |      |
| Ret  | Peter Baláž            | MBA       | Ret       |      |
| Ret  | Karl Dauer             | MBA       | Ret       |      |
| Ret  | Dirk Hafeneger         | MBA       | Ret       |      |
| Ret  | Bady Hassaine          | MBA       | Ret       |      |
| Ret  | Esa Kytölä             | MBA       | Ret       |      |
| Ret  | Jarno Piepponen        | MBA       | Ret       |      |
| Ret  | Jean-Claude Selini     | MBA       | Ret       |      |
| Ret  | Alfred Waibel          | Special   | Ret       |      |
| DNS  | Paolo Casoli           | Moto AGV  | DNS       |      |
| DNQ  | Janez Pintar           | Eberhardt | DNQ       |      |
| DNQ  | Gastone Grassetti      | MBA       | DNQ       |      |
| DNQ  | Jacques Hutteau        | MBA       | DNQ       |      |
| DNQ  | Erich Zürn             | MBA       | DNQ       |      |
| DNQ  | Wilco Zeelenberg       | Casal     | DNQ       |      |
| DNQ  | Claudio Macciotta      | MBA       | DNQ       |      |
| DNQ  | Ernst Himmelsbach      | MBA       | DNQ       |      |
| DNQ  | Jan Eggens             | MBA       | DNQ       |      |
| DNQ  | Ian McConnachie        | MBA       | DNQ       |      |
| DNQ  | Wilhelm Lücke          | MBA       | DNQ       |      |
| DNQ  | Helmut Hovenga         | Seel      | DNQ       |      |
| DNQ  | Allan Scott            | EMC       | DNQ       |      |
| DNQ  | Heinz Litz             | MBA       | DNQ       |      |
| DNQ  | José Grau              | MBA       | DNQ       |      |
| DNQ  | Steve Mason            | MBA       | DNQ       |      |
| DNQ  | Klaus Huber            | MBA       | DNQ       |      |
| DNQ  | Gary Dickinson         | MBA       | DNQ       |      |
| DNQ  | Robert Hmeljak         | MBA       | DNQ       |      |
| DNQ  | Manuel Hernández       | Benetti   | DNQ       |      |
| DNQ  | Manfred Braun          | MBA       | DNQ       |      |
| DNQ  | Uwe Mahl               | Rimotu    | DNQ       |      |

## Resultados 80cc
Partiendo de la pole position, victoria para el alemán Gerhard Waibel, por delante del español Jorge Martínez Aspar y del suizo Stefan Dörflinger. Martínez comanda la clasificación general por delante de Waibel.
| Pos. | Piloto               | Moto      | Tiempo   | Pts. |
| ---- | -------------------- | --------- | -------- | ---- |
| 1    | Gerhard Waibel       | Krauser   | 28.08.32 | 15   |
| 2    | Jorge Martínez Aspar | Derbi     | 28.08.55 | 12   |
| 3    | Stefan Dörflinger    | Krauser   | 28.08.87 | 10   |
| 4    | Ian McConnachie      | Krauser   | 28.51.70 | 8    |
| 5    | Manuel Herreros      | Derbi     | 29.06.33 | 6    |
| 6    | Jörg Seel            | Seel      | 29.06.48 | 5    |
| 7    | Heinz Paschen        | Casal     | 29.06.96 | 4    |
| 8    | Günter Schirnhofer   | Krauser   | 29.07.22 | 3    |
| 9    | Michael Schwander    | Seel      | 29.07.48 | 2    |
| 10   | Ralf Waldmann        | ERK       | 29.12.93 | 1    |
| 11   | Alex Barros          | Arbizu    | 29.19.35 |      |
| 12   | Luis Miguel Reyes    | Autisa    | 29.19.89 |      |
| 13   | Hubert Abold         | Krauser   | 29.21.39 |      |
| 14   | Paolo Priori         | Krauser   | 29.23.26 |      |
| 15   | Bert Smit            | Minarelli | 29.42.80 |      |
| 16   | Juan Ramón Bolart    | Krauser   | 29.42.95 |      |
| 17   | René Dünki           | Krauser   | 30.11.84 |      |
| 18   | Wilco Zeelenberg     | Casal     | 30.12.48 |      |
| 19   | Jos van Dongen       | Krauser   | 30.12.87 |      |
| 20   | Alojz Pavlič         | Seel      | 30.38.16 |      |
| 21   | Karoly Juhasz        | Krauser   | 1 Vuelta |      |
| 22   | Serge Julin          | Casal     | 1 Vuelta |      |
| Ret  | Richard Bay          | Ziegler   | Ret      |      |
| Ret  | Paul Bordes          | RB        | Ret      |      |
| Ret  | Thomas Engl          | Deizisau  | Ret      |      |
| Ret  | Josef Fischer        | Krauser   | Ret      |      |
| Ret  | Rainer Kunz          | Kroko     | Ret      |      |
| Ret  | Raimo Lipponen       | Krauser   | Ret      |      |
| Ret  | Salvatore Milano     | Krauser   | Ret      |      |
| Ret  | Peter Öttl           | Krauser   | Ret      |      |
| Ret  | Janez Pintar         | Eberhardt | Ret      |      |
| Ret  | Stefan Prein         | Casal     | Ret      |      |
| Ret  | Félix Rodríguez      | JJ Cobas  | Ret      |      |
| Ret  | Reiner Scheidhauer   | Seel      | Ret      |      |
| Ret  | Herri Torrontegui    | JJ Cobas  | Ret      |      |
| DNQ  | Theo Timmer          | JVM       | DNS      |      |
| DNS  | Matthias Ehinger     | Krauser   | DNS      |      |
| DNQ  | Hans Koopman         | Ziegler   | DNQ      |      |
| DNQ  | Reiner Koster        | Kroko     | DNQ      |      |
| DNQ  | Stuart Edwards       | Casal     | DNQ      |      |
| DNQ  | Hagen Klein          | Hess      | DNQ      |      |
| DNQ  | Stefan Brägger       | Casal     | DNQ      |      |
| DNQ  | Jacques Bernard      | Huvo      | DNQ      |      |
| DNQ  | Roland Busch         | Keifer    | DNQ      |      |
| DNQ  | Chris Baert          | Seel      | DNQ      |      |
| DNQ  | Michael Knipp        | Casal     | DNQ      |      |
| DNQ  | Petra Gschwander     | Casal     | DNQ      |      |
| DNQ  | Olivier Friedrich    | Ziegler   | DNQ      |      |
| DNQ  | Terho Kauhanen       | Casal     | DNQ      |      |
| DNQ  | Erich Reuberger      | Hummel    | DNQ      |      |